# Hội làng Long Khám
Hội làng Long Khám là lễ hội được tổ chức tại làng Long Khám, xã Việt Đoàn, huyện Tiên Du, tỉnh Bắc Ninh để suy tôn Lý Phủ Quan (thời Tiền Lý).

## Nội dung
Lễ hội diễn lại về các chiến tích của thành hoàng làng, trong đó có phong tục cướp cây mộc tất. Cuộc thi này diễn ra từ sáng đến qua đêm dành cho các cụ trên 50 tuổi. Lễ hội được nhắc đến trong câu thơ với tác phẩm "Về kinh bắc" của nhà thơ Hoàng Cầm đó là: "Hội Long Khám đêm sao chi chít".

## Thời gian
Thời gian diễn ra lễ hội là từ mùng 7 đến mùng 15 tháng 2 (âm lịch).